# Guerras de 1851 a 1906 en Santa Ana (El Salvador)

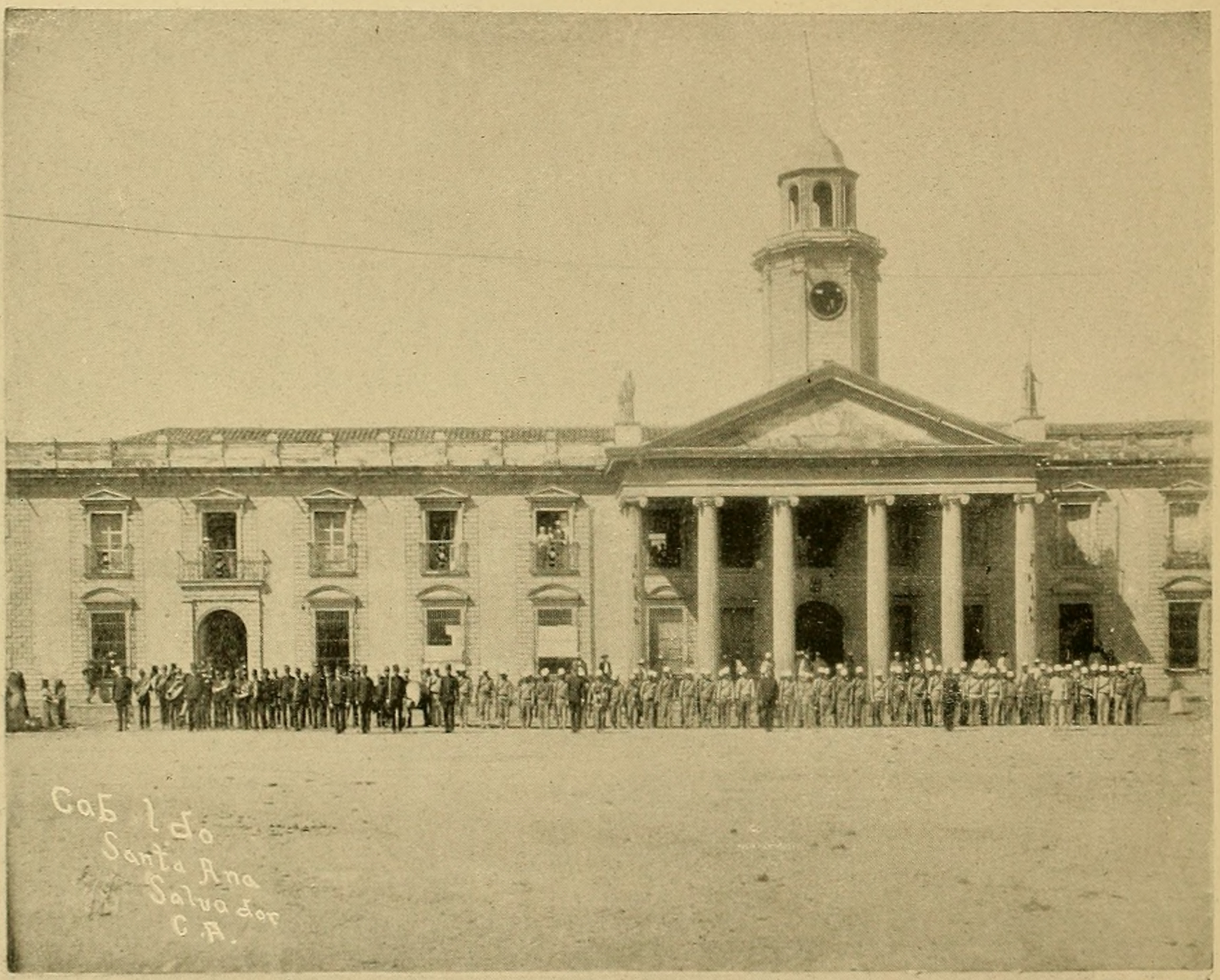
Grabado hecho entre 1890 y 1892, en el que se muestra a soldados de infantería del ejército salvadoreño enfrente del palacio municipal de la ciudad de Santa Ana en tiempos en que ese edificio era utilizado también como cuartel.

La ciudad de Santa Ana, en la República de El Salvador, ha sido testigo de varias guerras y batallas ocurridas en su territorio a lo largo de la historia, debido a ello en 1894 recibió el título de Ciudad Heroica.
En esta artículo se mencionaran aquellas guerras o conflictos ocurridos entre los años de 1851 a 1906, dichos conflictos surgen a raíz de la oposición tanto interna como externa del gobierno vigente en El Salvador o en algunos casos de Guatemala; en la mayoría de ellos (excepto los ocurridos en 1851, la revolución de los volcaneños de 1871, y las guerras de 1876, y 1906) se tiene a un caudillo, es decir una persona con la suficiente influencia y caudal económico para formar su propia facción militar (en donde aglutinaba a los opositores del gobierno salvadoreño) y conseguir el apoyo de una nación vecina (Guatemala o en algunos casos Honduras)

## Guerra de El Salvador y Honduras contra Guatemala de 1851 y golpe de Estado a Doroteo Vasconcelos

Doroteo Vasconcelos, presidente de El Salvador de 1848 a 1851 y comandante de las tropas salvadoreñas en la guerra con Guatemala de 1851

En 1851 el presidente Doroteo Vasconcelos y el presidente Hondureño Juan Lindo se alían para invadir Guatemala para deponer el gobierno conservador de ese país que era presidido por Mariano Paredes; para ello Vasconcelos deja la presidencia el 12 de enero de 1851 (en su lugar asume la presidencia el vicepresidente José Félix Quirós, y posteriormente Francisco Dueñas como senador designado) para así poder comandar el ejército aliado como comandante general del ejército.
El 13 de enero, Vasconcelos estableció y organizó su cuartel general en la ciudad santaneca; este estaba conformado por 4 divisiones, siendo el jefe de Estado Mayor del ejército el general Isidoro Saget; desde Santa Ana, el cuartel general se movilizó a Metapán para combinarse con el ejército hondureño logrando reunir una fuerza de 4500 efectivos.
En total, en Santa Ana se estacionaron 4 divisiones, cuyos comandantes eran: como comandante de la 1° división el general José Santos Guardiola, como comandante de la 2° división el general Ramón Belloso, como comandante de la 3° división el general Indalecio Cordero y como comandante de la 4° división el general Domingo Asturias; todos ellos estaban dirigidos por Doroteo Vasconcelos que estaba como comandante general y por el general Isidoro Saget que era el jefe estado Mayor y por lo tanto el segundo al mando después de Vasconcelos. Las 4 divisiones se movilizaron a Metapán donde se juntaron con la división de oriente comandada por el general Gerardo Barrios y la división hondureña comandada por el general Trinidad Cabañas, quienes se pusieron bajo el mando de Vasconcelos como comandante general y Saget como jefe de Estado Mayor.
El 29 de enero de 1851 el ejército aliado invade Guatemala, y el 2 de febrero de ese año se libra la batalla de La Arada que duró 8 horas, en la que el ejército guatemalteco comandado por Rafael Carrera derrota al ejército aliado, tras esto el ejército se retiró hacia El Salvador, mientras que Carrera reorganizó su ejército y cruzó la frontera salvadoreña el 9 de febrero, ocupando Chalchuapa el 12 de febrero.
El 4 de febrero, el general Trinidad Cabañas llegó a Coatepeque donde reorganizó el ejército aliado para hacerle frente a Carrera; al darse cuenta de que Carrera había ocupado Chalchuapa, el 12 de febrero el general Cabañas ordenó a los coroneles Pedro Escalón y Rafaél Padilla Durán evacuar la ciudad de Santa Ana. El 13 de febrero, Carrera ocupó la ciudad santaneca donde acampó y exigió la renuncia de Vasconcelos. Ante esto -y que el 22 de febrero llegaron noticias del general Cabañas de que Carrera quería situarse a su retaguardia- el gobierno ordenó al general Ramón Belloso situarse con un contingente de 400 hombres en Opico.
El 18 de enero Vasconcelos renuncia a la presidencia y en su lugar gobernó el vicepresidente José Félix Quirós (quien ya ejercía el mando desde que Vasconcelos se dispuso a conducir los ejércitos aliados; Quirós gobernó hasta el 8 de mayo de ese año cuando se nombró para el cargo como senador designado a Francisco Dueñas); el 21 de febrero el presidente guatemalteco Manuel Paredes ordenó a Carrera que regresara a Guatemala porque los aliados deseaban la paz, ese mismo día Carrera dejó la ciudad de Santa Ana y regresó a Guatemala, y el 26 de febrero la asamblea decretó la desmovilización y licenciamiento del ejército, terminando de esa manera ese conflicto.

## Guerras con Guatemala en 1863

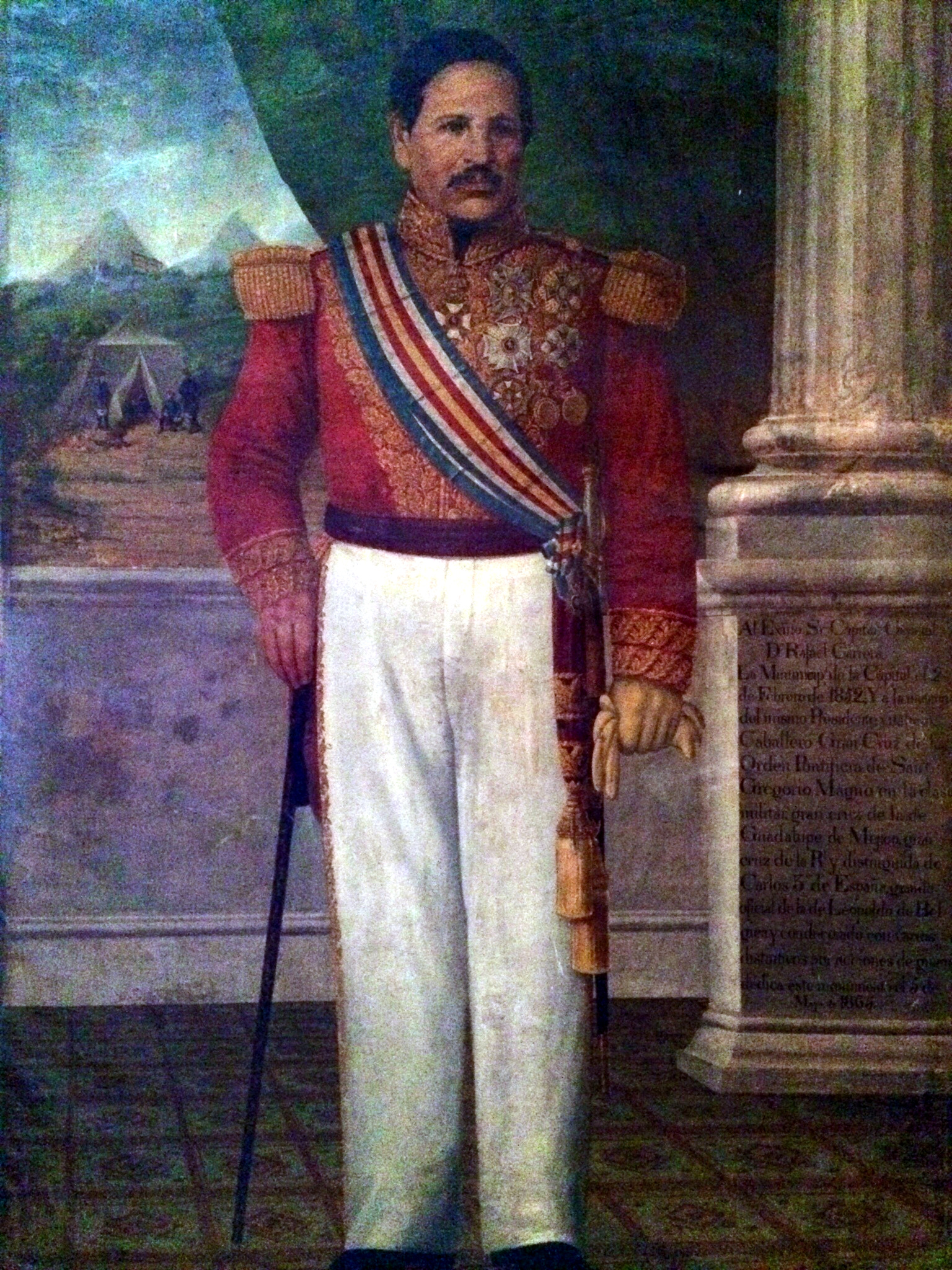
Rafael Carrera, presidente vitalicio de Guatemala de 1851 a 1865 y comandante de las fuerzas guatemaltecas que invadieron El Salvador en 1863

#### Incursión de Rafael Carrera a El Salvador en febrero de 1863
El 4 de febrero de 1863, debido a las diferencias entre el presidente Gerardo Barrios y su homólogo Rafael Carrera, las milicias salvadoreñas que se habían reunido en San Salvador marchan hacia Coatepeque dirigidas por el presidente Barrios para establecer ahí su cuartel general a la espera de la invasión de Carrera; para el 13 de febrero estaban todas las milicias salvadoreñas y el presidente con su guardia de honor reunidos en Coatepeque.
En el cuartel general en Coatepeque, se encontraba como líderes del ejército los siguientes: como comandante general el presidente y capitán general Gerardo Barrios, como comandante del estado mayor general el Gral. de división Trinidad Cabañas, como vicario general el presbítero Domingo María Jehl, como comandante de la guardia de honor del presidente el coronel Tomás Santander, como comandante del cuerpo de artillería el teniente coronel Horacio Parker, como comandante de la 1° división el general Santiago González, como comandante de 2° división paz y orden el general Rafael Osorio, como comandante de la 3° división el general Eusebio Bracamonte, como comandante de la 4° división el general Mariano Hernández y como comandante de la 5° división el general Pedro Escalón; en total, el cuartel general estaba conformado con aproximadamente 4000 efectivos.
El 9 de febrero, Rafael Carrera (quien había depositado el cargo en su concejo de ministros, tras la autorización del congreso guatemalteco para invadir El Salvador) concentró sus tropas en Jutiapa, siendo el comandante general del ejército el presidente Rafael Carrera, comandante del cuerpo de artillería el francés Brun, comandante de la 1° división el general José Víctor Zavala, comandante de la 2° división el general Vicente Cerna Sandoval y comandante de la 3° división Serapio Cruz; en total, el ejército de Carrera estaba conformado por aproximadamente 6500 efectivos (cada división estaba compuesta por alrededor de 2000 efectivos).
En los días anteriores a la invasión, las tropas salvadoreñas fortificaron el camino que de Santa Ana conduce a Coatepeque (en este camino estaban asentadas las divisiones comandadas Santiago González y Mariano Hernández), se construyeron obstáculos en los alrededores del Cerro San Pedro Malakoff (en el cual se encontraba la división comandada Eusebio Bracamonte, mientras que en el cerro El Congo estaba la división comandada por Rafaél Osorio, en el centro de la población de Coatepeque estaba ubicado la división de Pedro Escalón junto con la guardia de honor del presidente, mientras que la artillería estaba dispersa en estos 3 lugares) las cuales se llenaron con agua para lo cual Gerardo Barrios hizo traer pipas desde la ciudad santaneca.
El 18 de febrero el ejército de Rafael Carrera cruza la frontera salvadoreña; el 20 de febrero de 1863 Rafael Carrera junto con todo su ejército ocupó la ciudad de Santa Ana sin mayor resistencia; desde Santa Ana fue a atacar las fortificaciones salvadoreñas en Coatepeque y el cerro de San Pedro Malakoff, el 22 y 23 de febrero de ese año Carrera fue derrotado en la batalla de Coatepeque debido a la estrategia del presidente Gerardo Barrios, al final del 23 de febrero Carrera se dispuso a regresar a Guatemala por el mismo camino por el que había entrado.

### Golpe de Estado a Gerardo Barrios

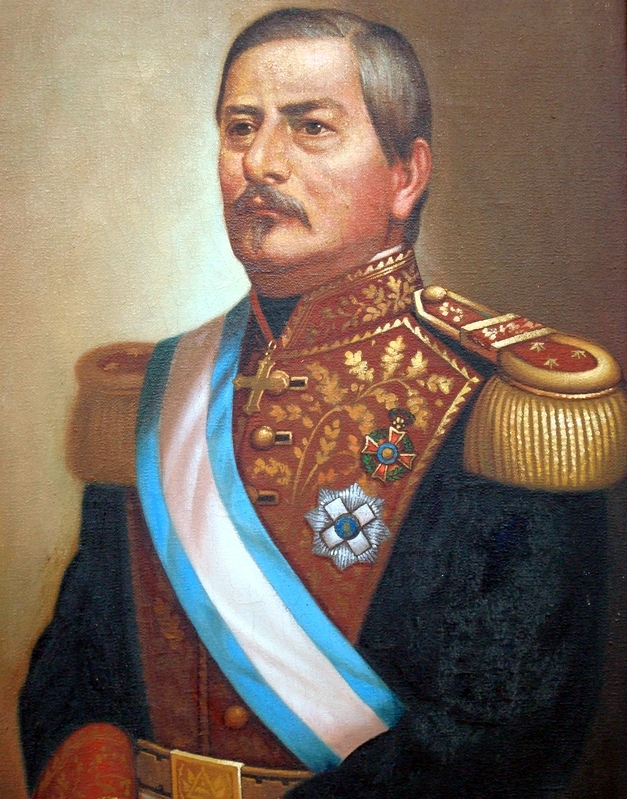
Gerardo Barrios, presidente de El Salvador de 1859 a 1863

Entre abril y mayo de 1863 se suscitaron numerosas incursiones del ejército guatemalteco para saquear poblaciones salvadoreñas cercanas a la frontera, una de ellas se dio la noche del 1 de mayo cuando el oficial Darío Lorenzana con una tropa de 50 hombres provenientes de Jalapa tomó por asalto la hacienda y valle de Candelaria (que todavía seguía formando parte del municipio santaneco), en donde aprisionó y fusiló al alcalde auxiliar de dicho valle Manuel Puquir y a los vecinos de la localidad Vicente Ramírez y Antonio Ramos; luego de ello regresó a Guatemala llevando como prisioneros a los hijos de una de las víctimas y probablemente a Rafael Palma, a este último se lo dio por desaparecido sin saber su destino después de tales eventos.

#### Estalecimiento del cuartel general y traición del general Santiago González
Ante la amenaza de una nueva incursión de Rafael Carrera, el 13 de junio de 1863 el presidente Barrios estableció su cuartel general en la ciudad (que estaba liderado por los mismos comandantes que se mencionaron anteriormente en la primera incursión de Rafael Carrera, a excepción del general Manuel Hernándenz quien se encargó de la defensa de San Salvador, y conformado otra vez por alrededor de 4000 efectivos); el 19 de junio, Gerardo Barrios se trasladó de la capital a Santa Ana para comandar el ejército y el 20 de julio de ese año Rafael Carrera entra con su ejército (comandado por los mismos generales de la vez anterior, a excepción de Vicente que se encontraba dirigiendo una campaña en Honduras y en su lugar estuvo el general José Clara Lorenzana, y conformado otra vez con alrededor de 6500 efectivos), invade Chalchuapa y establece su cuartel general en esa población; Barrios se quedó como comandante general del ejército hasta el 27 de julio cuando regresó a la capital y en su lugar dejó como comandante al general Trinidad Cabañas.
El 30 de junio, aprovechando que el general Cabañas se había retirado al campamento donde estaba el general Osorio, el general Santiago González reúne a las fuerzas que se encontraban en Santa Ana y desconoce la autoridad presidencial de Barrios, al darse cuenta de eso regresa a Santa Ana el general Cabañas quien reprocha la decisión de González y decide retirarse de la ciudad junto con los generales Eusebio Bracamonte y Lucio Alvarado, los coroneles Mejía y Espinoza, entre otros, tras ellos también se retiraron el coronel Bil, el teniente coronel Wenceslao Matamoros con el batallón de San Salvador y poco después el general Rafael Osorio con su división y otros efectivos; mientras que los generales Pedro Escalón y Juan Antonio Chico deciden acuerpar la decisión de Gonzáles, siendo el general Juan Antonio Chico nombrado como jefe del estado mayor por Santiago González, tras ello la brigada de artillería intento abandonar la ciudad pero su intento fue impedido y no pudo realizarlo; en total, las fuerzas militares que continuaron con González fueron alrededor de 1200 efectivos, mientras que 3800 se retiraron de la ciudad para seguir luchando del lado del presidente Barrios.
El 1 de julio, Santiago González envió a Simón Vides para negociar con el general José Victor Zavala (quien se encontraba en ese momento en Sonsonate), pero el general Zavala puso en prisión a Vides debido a que le planteaba cierta desconfianza, pero tras asegurarse de la veracidad de su información lo liberó y lo envió de nuevo a González con la solicitud de que aceptara como presidente a Francisco Dueñas; asimismo el mismo día 1 de julio, González envió a negociar con el general Rafael Carrera (quien se encontraba en Chalchuapa) al licenciado Vicente Loucel para que Carrera reconociese a González como presidente salvadoreño en lugar de Dueñas (quien era a quien apoyaba Rafael Carrera) pero Carrera contestó que González debía o unirse a él o entregarle todas las armas y tren dentro de 4 días. Intentando mejorar las negociaciones con Carrera envió a Manuel Gómez y el 2 de julio a Miguel Sandoval y otros, sin embargo no logró mejor resultado.

#### Asedio de Santa Ana
El 3 de julio, González recibió noticias que el ejército de Carrera se acercaba, lo cual no lo tomó tan en serio hasta que vio bajar de un cerro las fuerzas de Carrera, entonces González decidió enfrentarse a Carrera junto con los 1200 soldados que comandaba y el batallón de Santa Ana comandado por el gobernador del departamento el coronel Teodoro Moreno, sin embargo el batallón de Santa Ana se retiró e igualmente lo hicieron otro 500 efectivos (de los que comandaba González), quedándose en el campo de batalla solamente 700 efectivos.
El 3 de julio, a las 8 de la mañana, empieza la batalla entre el ejército guatemalteco y la pequeña fuerza de González que se había quedado combatiendo, siendo el ejército de Carrera (que era cinco veces mayor que el que le presentó combate en la ciudad) rechazado por todos lados, el ejército guatemalteco atacó a todas las casas que encontraban y donde se refugiaban los soldados del otro bando, siendo encargado del ataque a la fortificación que había en el atrio de la iglesia El Carmen el batallón Jutiapa dirigido por el coronel Gregorio Solares mientras que el teniente coronel Morales con la sección de Santa Rosa y rifleros de Mataquescuintla se dirigió hacia el barrio Santa Lucía.
Al mediodía una gruesa columna guatemalteca logró ocupar un reducto pero 50 soldados salvadoreños lo recuperaron y liberaron a 2 bomberos que fueron llevados a la plaza pública, la batalla continuo hasta la noche que comenzó una fuerte lluvia por la que fue interrumpida y tras terminada la lluvia volvió a comenzarse, el general González fue herido en la mano y se retiró en la medianoche hacia Coatepeque llegando hasta Opico, igual se retiraron los generales Escalón y Antonio Chico, pero las tropas siguieron combatiendo sin recibir ninguna orden de sus jefes hasta las 2 de la mañana del 4 de julio cuando ayudantes del general Antonio Chico llegan con la orden de que dejaran las trincheras, tras eso los efectivos salvadoreños cesaron el combate y evacuaron las fortificaciones en la iglesia El Carmen.
A las 3:30 tras haberse evacuado totalmente las fortificaciones de la iglesia El Carmen, son asaltadas por el coronel solares y el batallón Jutiapa mientras aún seguían los ataques en la plaza pública, luego el batallón Jutiapa toma la plaza pública y las tropas salvadoreñas abandonaron la ciudad dejando atrás el armamento y muchas piezas de artillería; al amanecer fueron ejecutados todos los heridos y soldados salvadoreños que habían sido capturados, luego el ejército guatemalteco saquea la ciudad. Tras lo cual González se rinde y Carrera decide establecer su cuartel general en la ciudad. Ese mismo día llegan las divisiones de los generales Zavala y Lorenzana, y posteriormente la división del general Vicente Cerna que había concluido con éxito la campaña en Honduras y en ese momento se encontraba en Texistepeque.

#### Otros Sucesos y conclusión de la guerra
El 5 de julio, el general Antonio Chico se une a las fuerzas de Carrera, mientras que el general Escalón decide no unirse; el 7 de julio, salieron de la ciudad santaneca 500 efectivos guatemaltecos hacia Guaimoco (actualmente la población de Armenia) y otros 200 hacia Sonsonate, El 10 de julio, ante el cura párroco de Santa Ana presbítero Manuel Alcaine y un gran número de vecinos de la ciudad santaneca y otras personas (provenientes de El Salvador y Guatemala), se declara como presidente provisorio a Francisco Dueñas. El 13 de julio un boletín guatemalteco da la noticia que se presentó el general Santiago González ante Carrera, el cual lo acogió benévolamente y lo ayudó con su médico para curarse de la herida de la mano; también el mismo boletín menciona que en la hacienda San Isidro fue capturado el gobernador del departamento Teodoro Moreno (este posteriormente logra escapar hasta San Salvador desde donde posteriormente se va al exilio, regresando a finales de la década de 1860s).
El 10 de agosto el presidente Gerardo Barrios le propone a Carrera que se retiraría del poder, sin embargo Carrera menciona que en su lugar debe ser nombrado Francisco Dueñas cosa que Barrios no acepta por lo que la guerra continúa; el 8 de septiembre en Santa Tecla, Dueñas nombra a los nuevos gobernadores, nombrando para Santa Ana a José María Gómez.
El 29 de septiembre los ejército guatemalteco ataca   San Salvador enfrentándose desde ese día a las tropas habidas en dicha ciudad hasta el 26 de octubre cuando Gerardo Barrios decide renunciar a la presidencia y partir al exilio, ocupando la presidencia como presidente provisorio el licenciado Francisco Dueñas. Asimismo, el 28 de octubre son llevados a la ciudad santaneca en calidad de prisioneros el ministro de relaciones exteriores y gobernación (que también se desempeñaba desde marzo de ese año como ministro de guerra) Manuel Irungaray, y los señores Eugenio Oyarzun y Luciano Luna, los cuales fueron capturados en Atiquizaya cuando intentaban escapar del país, y posteriormente fueron fusilados por orden de Rafael Carrera el 31 de octubre en el cementerio santaneco ubicado en ese entonces en la plazuela del barrio Santa Cruz (hoy parque y mercado Anita Alvarado).

## Revolución y guerra con Honduras de 1871

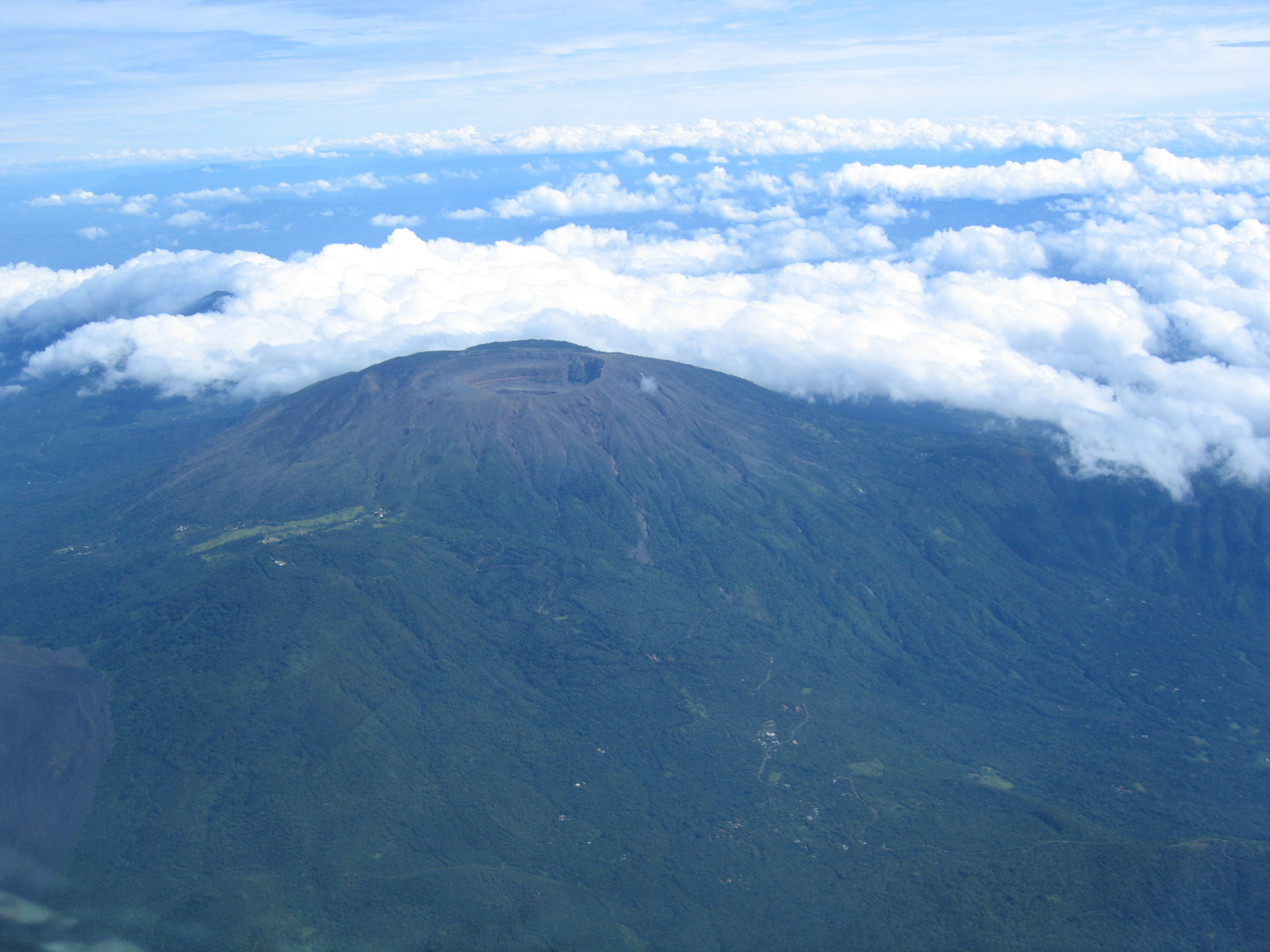
Volcán de Santa Ana o Ilamatepec, en las faldas de dicho volcán residían los volcaneños

### Revolución de los volcaneños de 1870
Debido a problemas con límites de terrenos que los volcaneños reclamaban como suyos pero que la municipalidad tenía como ejidos municipales sobre todo por el litigio que había entre el borde de la hacienda Comecayo y las tierras comunales de los volcaneños, provoca que en agosto se produzca un levantamiento de los volcaneños que eran 200 campesinos liderados por Silverio Carranza, los cuales pusieron como mediador a Juan Barberena para que este negociara con el gobernador Manuel Montalvo, el gobernador logró negociar fructíferamente con Barberena y este convenció a los volcaneños que retornaran a sus hogares y que el gobernador iba a enviar sus demandas con al presidente Dueñas.

#### Asonada del 2 diciembre
El 2 de diciembre de 1870, debido a no ver cumplidas sus demandas, los volcaneños liderados por Silverio Carranza y armados con machetes, pistolas y escopetas se movilizan sobre la ciudad de Santa Ana. Por lo que a las 2 de la mañana de ese día centenares de volcaneños se reunieron en la ceiba que había camino a la aldea San Antonio a esperar el toque de campanas del cabildo, al escuchar las dos campanadas se movilizaron hacia la calle del Cristo (hoy la parte de la Avenida Independencia sur que va desde la iglesia de San Martín de Porras) cerca de la iglesia El Carmen, desde donde atacaron la plaza pública.
El párroco Guadalupe Reinoso junto con Rafael Paz (terrateniente y exalcalde) y su suegro Agustín Aldana intentaron dialogar con Silverio Carranza, en el terreno que él ocupaba como cuartel general; sin embargo tanto Rafael Paz y Agustín Aldana fueron asesinados mientras que el párroco Reinoso logró escapar y ponerse a salvo. Posteriormente los volcaneños recorrieron las calles, ocuparon las cantinas y los estancos, y le prendieron fuego al cabildo de la ciudad (quedando este totalmente destruido por llamas al mediodía).
En el transcurso del día asaltaron varias tiendas, a la vez que saquearon y le prendieron fuego a la casa de Francisco Arcia (quien había sido varias veces alcalde de la población, miembro de varias municipalidades y que tenía tierras que bordeaban con las tierras comunales de los volcaneños) y a la de Francisco Figueroa; y luego asesinaron a Francisco Arcía (junto con su cuñado Leandro Linares y su nieto Cirilo Dueñas) y el comandante de la plaza Francisco Rivas (quien recibió un disparo en su salida luego de haber roto las filas de los rebeldes, falleciendo tres días después).

#### Reacción gubernamental

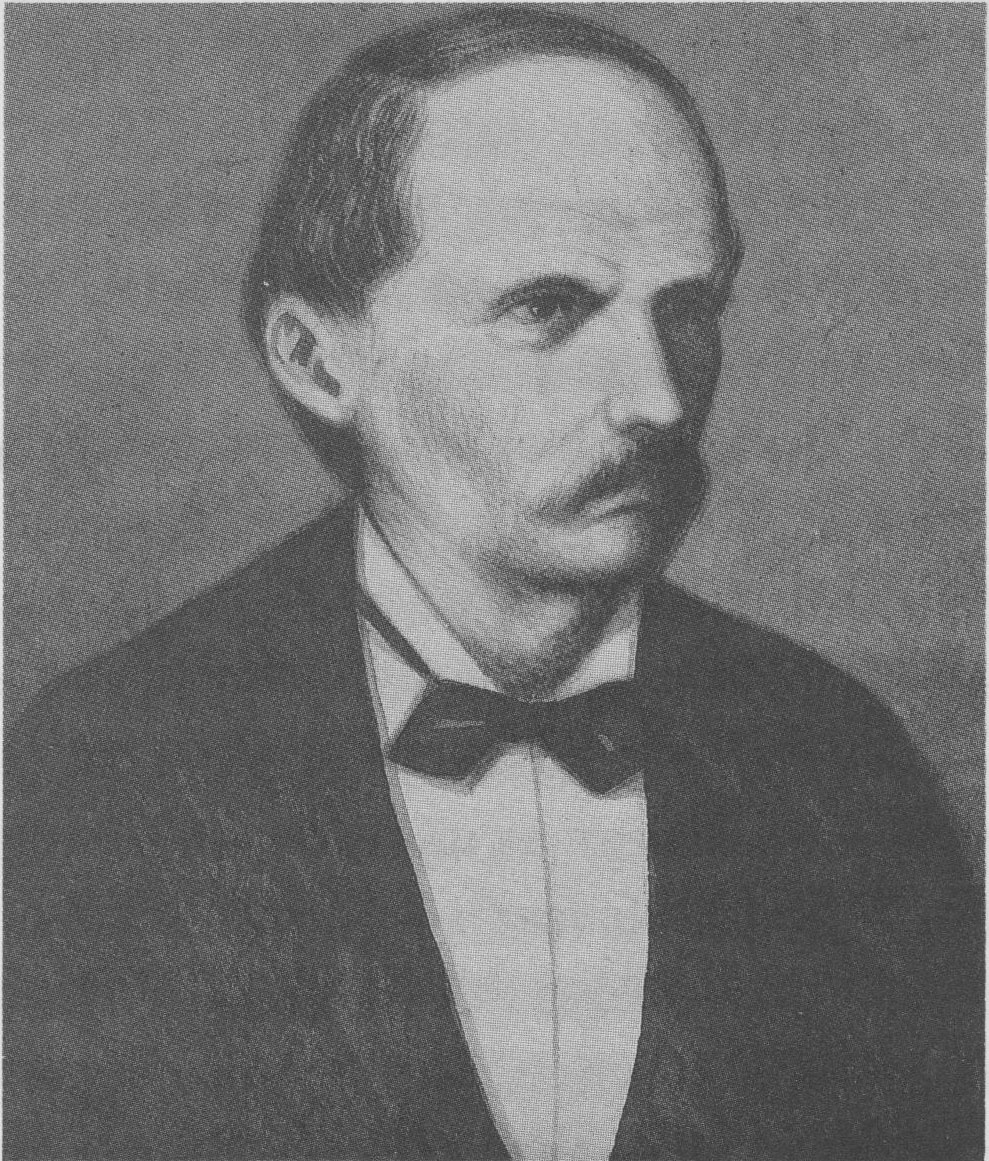
Francisco Dueñas, presidente de El Salvador de 1863 a 1871

El 6 de diciembre el gobierno de Francisco Dueñas decretó que todos los volcaneños tenían que rendirse y presentar sus armas, que de hacerlo quedarían sin responsabilidad, mientras que los que se negasen serían perseguidos y castigados; posteriormente el 9 de diciembre de ese año el gobierno declaró a la ciudad en estado de sitio; en ese momento era comandante de la división del centro el general Tomás Martínez (quien fue presidente de Nicaragua en tiempos de Gerardo Barrios) mientras que como comandante del batallón santaneco se encontraba el coronel Alejandro Cabrera (en sustitución de Francisco Rivas), quienes tras haberse declarado el estado de sitio se encaminaron con sus tropas a pacificar a la población y detener a los sublevados, a su vez al general Tomás Martínez se le nombró general en jefe de la División Pacificadora del Departamento de Santa Ana, a dicha división el gobernador teniente coronel Mario Montalvo les concedió tres casas cercanas a la plaza.
La ciudad estuvo ocupada por los volcaneños durante 3 días, cuando estos se dieron cuenta del decreto gubernamental de 6 de diciembre se replegaron a sus hogares; días después el general Tomás Martínez con su división recorren el volcán buscando a los  partícipes de los delitos cometidos durante la rebelión y destruyendo los ranchos de aquellos que no encontraban; los capturados son juzgados por un consejo de guerra formado por Rafael Lanza, Tránsito Machado, Mariano Rivas, Jacinto Ríos, David Trejo y Atanasio X.
El 19 de diciembre es fusilado Nicolás Lemus uno de los cabecillas de los volcaneños y quien fue culpado del homicidio de Rafael Paz y Agustín Aldana. Los capturados que no fueron condenados a muerte fueron trasladados a San Salvador llevando cada uno una caja de municiones. Por otro lado, el líder principal de los volcaneños Silverio Carranza no fue capturado y falleció de muerte natural años después en Nejapa.
El 3 de enero de 1871 por haberse efectuado el desarme de los volcaneños y restablecido la paz el presidente Dueñas ordena la desmovilización de la división pacificadora.

### Guerra con Honduras de 1871 y golpe de Estado a Francisco Dueñas
El 5 de marzo de 1871, el gobierno hondureño liderado por José María Medina le declara la guerra a El Salvador debido a que tenía diferencias con el presidente Francisco Dueñas (porque el gobierno de Dueñas había apoyado varias rebeliones en contra del gobierno hondureño), Medina a su vez estaba aliado con los generales Santiago González Portillo y José María Rivas, y otros enemigos de Dueñas.
En total 2 divisiones invadieron el territorio salvadoreño; la división del sur con 800 hombres invadió el oriente salvadoreño y estaba comandado por los generales Francisco Lope Cutacha y Andrés Van Severen; por otro lado, la división norte que estaba conformada por más de 1000 efectivos (entre los cuales estaban los salvadoreños que estaban en contra del gobierno de dueñas) invadió el occidente al mando del teniente general Juan López junto con él iba el general Santiago González (quien era quien quería asumir el mando tras el golpe de Estado a Dueñas), está división atravesó la frontera del lado del departamento de Cabañas y ocupó Sensuntepeque donde proclamaron a Santiago González como presidente provisorio.

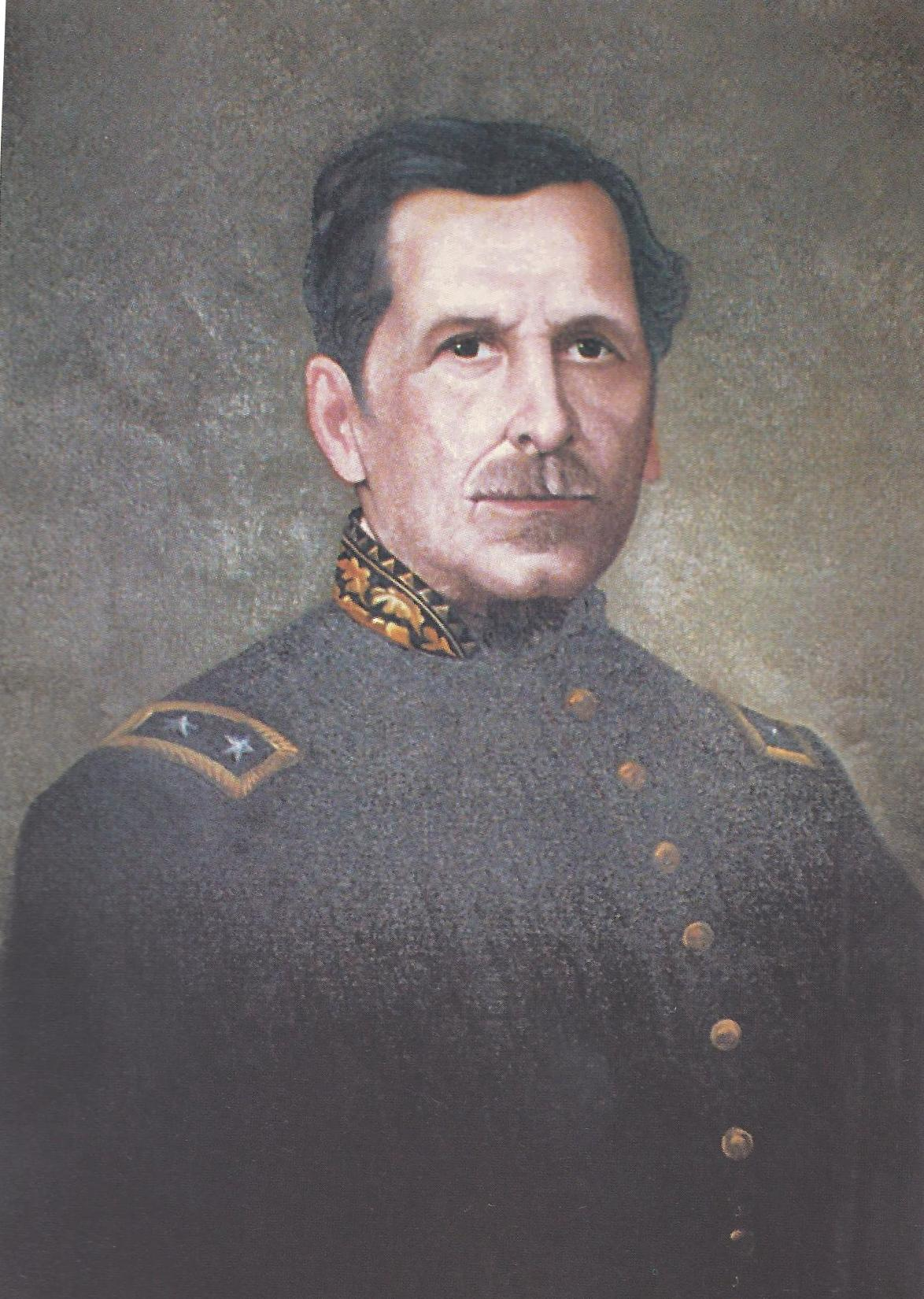
Santiago González, comandante de las tropas salvadoreñas y hondureñas que buscaban derrocar a Francisco Dueñas, y quien posteriormente fue presidente de El Salvador de 1871 a 1876

Al darse cuenta el presidente Dueñas que se estaba una golpe de Estado contra su administración, le ordena al comandante del batallón santaneco Alejandro Cabrera que prepare la defensa de la ciudad santaneca. El 27 de febrero Cabrera le dice al alcalde sobre las medidas que planea realizar para la defensa de la ciudad, por lo que la alcaldía presidida por Miguel Martínez le concede la casa de Isidora Vides (en la esquina norponiente del actual palacio municipal) y le provee de todos los materiales necesarios; pero debido a la mala gana que el alcalde muestra a indicaciones posteriores, el alcalde recibe una amonestación del gobernador departamental José María Gómez el 3 de marzo.
A finales de marzo, la división norte del teniente general Juan López ocupa la ciudad de Santa Ana sin resistencia y recibe el apoyo de los volcaneños (entre los cuales destacarían Gil Soto, Manuel Esteban Castaneda, Bonifacio Viana (llamado Guacho Conejo), Rafael Tamagás, entre otros); el 24 de marzo, el coronel Alejandro Cabrera entrega la plaza pública a un contingente revolucionario liderado por el general Estanislao Pérez, tras eso la división norte establece su cuartel general en la ciudad santaneca; el 25 de marzo la municipalidad y todo el departamento santaneco desconocen la autoridad presidencial de Dueñas y proclama presidente a González.; el 26 de marzo González le concede a la ciudad que una junta de vecinos notables escoja a quien quieran para el cargo de gobernador, por lo que de esa forma se escoge a Manuel Gómez como gobernador departamental.
González convierte a Santa Ana en la sede de su gobierno y desde ahí emite dos acuerdos buscando alentar a los militares a que le den la espalda al gobierno de Dueñas. Por otro lado, establece como puestos avanzados el Hospital San Juan de Dios y la iglesia El Carmen.
El viernes 7 de abril, el general de división Tomás Martínez dirige las tropas gubernamentales hacia Santa Ana donde se entabla una lucha entre esa fuerza y la división norte. En dicho combate las fuerzas gubernamentales se adueñaron del hospital, siendo recuperado del lado de los rebeldes por el coronel Francisco Menéndez junto con una tropa de 70 efectivos, en dicho combate falleció el general hondureño Ochoa; mientras que en la iglesia El Carmen, falleció del lado de los rebeldes Doroteo Hernández (quien fuese uno de los volcaneños). Este combate finalizaría el 10 de abril, cuando la división norte del teniente general Juan López derrota a la división salvadoreña del general Martínez, por lo que este se ve obligados a retroceder.
Luego de la derrota en Santa Ana, las fuerzas gubernamentales se desmoralizaron, suscitándose rebeliones en los cuartales; por lo que el presidente Dueñas se ve obligado a asilarse en la legación estadounidense; posteriormente el 15 de abril Santiago González entra a San Salvador, depone y manda al exilio a Francisco Dueñas y ocupa la presidencia de forma provisional.

## Guerra contra Guatemala de 1876 y golpe de Estado a Andrés Valle

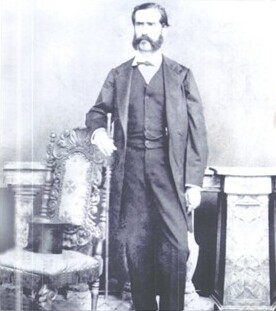
Andrés del Valle, presidente de El Salvador del 1 de febrero al 1 de mayo de 1876

El 16 de febrero de 1876, el presidente guatemalteco Justo Rufino Barrios acordó con el vicepresidente Santiago González Portillo (siendo en ese momento presidente el santaneco Andrés del Valle, quien había sido elegido en enero de ese año) invadir Honduras, pero González se rehusó a apoyarlo. Debido a ello, a finales de febrero de 1876, Rufino Barrios se dispone a invadir el país.
Al mismo tiempo que las fuerzas guatemaltecas invadían el país, otras fuerzas guatemaltecas invadieron Honduras para deponer al presidente hondureño Ponciano Leiva Madrid y en su lugar colocar al general José María Medina (quien fue depuesto en 1873 y deseaba recuperar el mando), las tropas salvadoreñas se pusieron del lado de Leiva, por lo que parte fuerzas guatemaltecas que invadieron Honduras atacaron e invadieron el territorio salvadoreño, por lo que la república salvadoreña se enfrentaba a una guerra en dos frentes (la zona occidental y oriental).
Ante la invasión de Rufino Barrios y al no poder solucionar el conflicto de forma pacífica, el gobierno salvadoreño nombró al general Santiago González como jefe de las fuerzas de occidente, el cual a finales de febrero sitúo su cuartel general en Santa Ana y Ahuachapán, en Santa Ana era gobernador departamental y comandante de la división de occidente el general de división Estanislao Pérez; el 10 de marzo, el gobierno salvadoreño declaró al país en estado de sitio; a mediados de abril, las fuerzas de Barrios ocuparon la población de Apaneca para cortar las comunicaciones entre Santa Ana y Ahuachapán, el 16 de abril las fuerzas salvadoreñas recuperaron Apaneca por lo que las comunicaciones se restablecieron.
El 19 de abril (el mismo día que las fuerzas salvadoreñas que estaban defendiendo la zona oriental y que lograron cruzar la frontera con Honduras, se retiraron del territorio Hondureño), Barrios intentó atacar Ahuachapán, pero la población fue defendida con éxito por los generales Andrés Van Severen y Francisco Menéndez; sin embargo, debido a que la resistencia salvadoreña no podía durar mucho por la exhausto de las milicias, el general y vicepresidente González se decide a negociar firmando el 25 de abril de ese año el convenio de Chalchuapa el cual estipulaba que Valle dejaría la presidencia y González la vicepresidencia, y que se conformaría una junta de notables en Santa Ana para que eligiese al presidente provisorio que iba a suceder a Valle y convocar a elecciones.
Para garantizar el cumplimiento del convenio, Barrios ocupó la ciudad de Santa Ana, la junta de notables se formó en la ciudad santaneca el 29 de abril y estuvo constituida por 200 salvadoreños que eran incipientes cafetaleros; el 30 de abril la junta de notables nombró como presidente provisorio a Rafael Zaldívar quien asumió el mando el 1 de mayo de ese año, el 8 de mayo se firmó un tratado de paz entre Guatemala y El Salvador en la ciudad santaneca, tras eso las tropas de Rufino Barrios regresan a Guatemala.

## Guerra con Guatemala y golpe de Estado de 1885

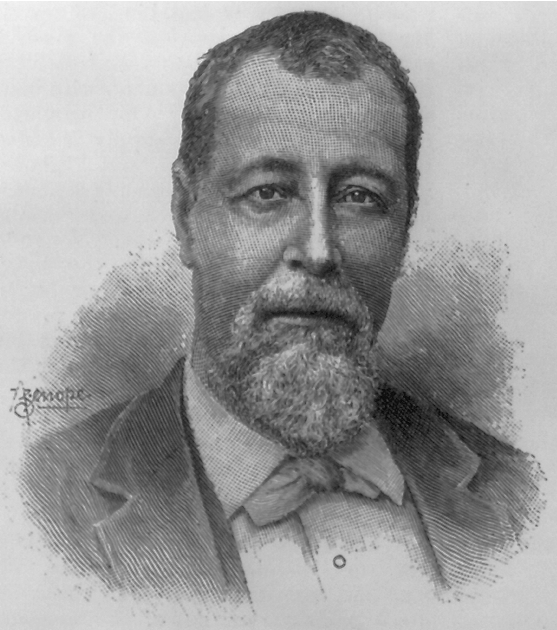
Justo Rufino Barrios, presidente de Guatemala de 1873 a 1885, comandante de las fuerzas guatemaltecas que invadieron El Salvador en 1876 y 1885, falleció en la batalla de Chalchuapa

### Guerra contra Guatemala de 1885 (Intentona de Barrios)
En marzo de 1885, el presidente guatemalteco Justo Rufino Barrios planeó la invasión del país en un intento por volver a unir a Centroamérica por las armas debido al hecho que el presidente Rafael Zaldívar no logró que se aprobara en la asamblea el decreto legislativo para el restablecimiento de la unión centroamericana, este conflicto se lo conocería posteriormente como la Intentona de Barrios.
Ante la amenaza de Rufino Barrios, Rafael Zaldívar establece el cuartel general del ejército en la ciudad santaneca, para ese momento era comandante de la 4° división o división occidental el general Pedro Escalón y era comandante de la 8° brigada o brigada de infantería el gobernador departamental general Narciso Avilés. El 18 de marzo, Zaldívar llegó a la ciudad santaneca y tomó las riendas del ejército para dirigirlo como comandante general.
En total en Santa Ana, preparadas para la invasión de Justo Rufino Barrios, había 4 divisiones las cuales eran comandadas por: la 1° división era comandada por el general Indalecio Miranda, la 2° división era comandada por el general Carlos Molina, la 3° división por el general Fernando Figueroa y la 4° división (como se mencionó anteriormente) era comandada por el general Pedro Escalón; todas esas divisiones estaban a cargo de Rafael Zaldívar quien era el comandante general del ejército.
El 23 de marzo, el ejército de Rufino Barrios sale de ciudad de Guatemala y se estaciona en Jutiapa donde se organiza el ejército y se prepara la invasión. El 30 de marzo de 1885, el ejército de Rufino Barrios cruza la frontera y se entablan batallas entre los dos ejércitos en el municipio de Chalchuapa; sin embargo, el 2 de abril de ese año Justo Rufino Barrios resultó muerto por un disparo en Chalchuapa tras la batalla que sucedió en esa población y por ello el ejército guatemalteco se retira.

### Golpe de Estado a Rafael Zaldívar

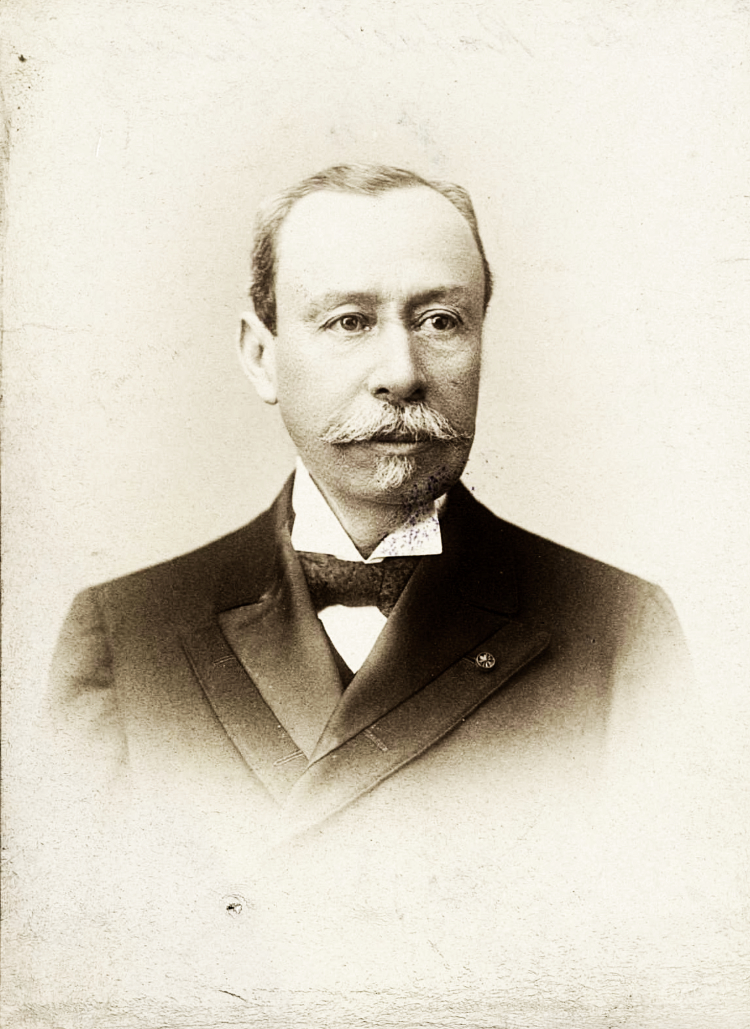
Rafael Zaldívar, presidente de El Salvador de 1876 a 1885

Tras el fallecimiento de Justo Rufino Barrios, varios salvadoreños que estaban en contra de la administración de Zaldívar y que habían formado parte de la Intentona de Barrios fueron liderados por el general Francisco Menéndez Valdivieso para deponer a Zaldívar, contando con el apoyo del presidente guatemalteco Manuel Lisandro Barillas, tal movimiento empezó el 10 de mayo de 1885.
Menéndez llegó rápidamente hasta Chalchuapa sin encontrar resistencia y posteriormente ocupó los cantones de Portezuelo y aldea San Antonio (actualmente barrio); mientras tanto a cargo de la defensa de la ciudad se encontraban el gobernador departamental general Narciso Avilés y el general Pedro Escalón, a la plaza pública se le había rodeado de barricadas que cerraban todas las bocacalles y se había ocupado la parroquia central para el mismo fin.
Los días 12, 13 y 14 de mayo se libraron combates en el cantón aldea San Antonio y en el barrio Santa Lucía. Posteriormente Menéndez amenaza a los generales Avilés y Escalón con incendiar la ciudad sino se rindiesen, a la vez le prende fuego a la casa del general Montalvo. Al darse cuenta el general Pedro Escalón que su hijo Potenciano Escalón es parte de los rebeldes, convence al general Avilés de rendirse, por lo que Avilés decide marchar a San Salvador.
El 14 de mayo el general Francisco Menéndez ocupó la ciudad santaneca y estableció ahí su cuartel general, a las 2 de la tarde de ese día están ya las tropas rebeldes formadas en la plaza bajo el liderazgo del general Estanislao Pérez; en la ciudad santaneca el general Estanislao Pérez le propondría a Menéndez proclamarse presidente, lo que al principio rehusó pero posteriormente lo efectuó; ese mismo día 14 de mayo, Zaldívar dejó la presidencia y en su lugar se nombró al segundo designado a la presidencia Fernando Figueroa.
El 15 de mayo la municipalidad y el vecindario de la ciudad desconocen la autoridad de Zaldívar y del presidente Figueroa (entre los firmantes de dicha acta estarían el expresidente Andrés del Valle y el general Pedro Escalón). Posteriormente los demás municipios del departamento santaneco harían lo mismo; el 16 de mayo asume como presidente provisorio Francisco Menéndez en la ciudad de Santa Ana y nombra al general Estanislao Pérez como ministro de guerra.
Desde San Salvador se envió a Santa Ana una columna de guerra de 200 hombres que eran comandados por el general Carlos Molina, que se enfrentaron a 60 hombres comandados por el coronel Máximo Salguero en el paso del Bejuco, siendo las tropas gubernamentales derrotadas por lo que retrocedieron a Coatepeque. Posteriormente dichas tropas estacionadas en Coatepeque serían reforzadas con un contingente de 700 efectivos al mando del general Adán Mora y luego por más batallones que irían llegando en los siguientes días.

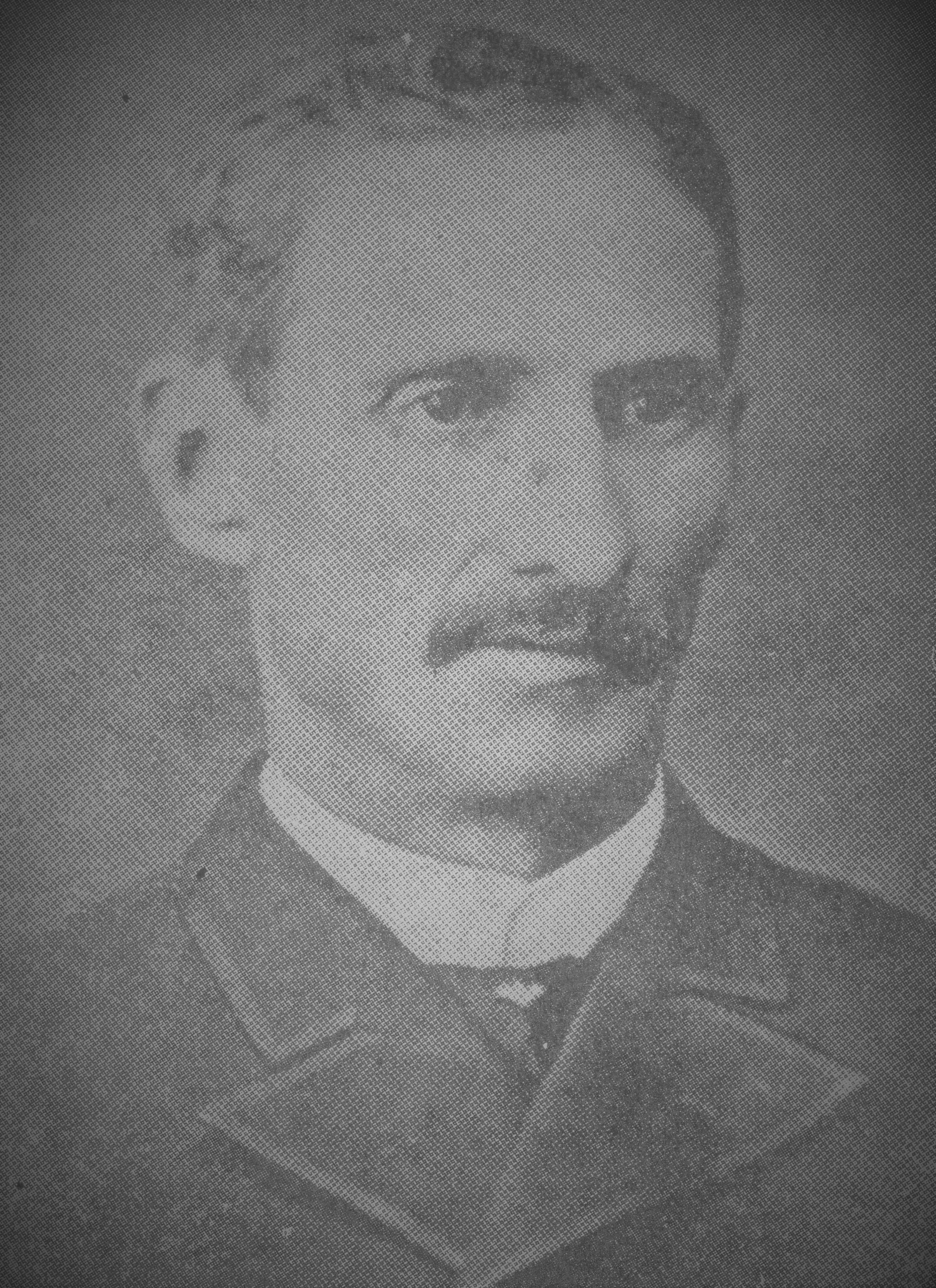
Francisco Menéndez, comandante de las fuerzas salvadoreñas y guatemaltecas que buscaban derrocar a Rafael Zaldívar y posteriormente presidente de 1885 a 1890

El 16 de mayo el gobierno provisional presidido por Francisco Menéndez crea una junta consultiva de guerra, que estaría integrada por Manuel Gallardo, Carlos Bonilla, Emeterio Ruano y Pablo Orellana. Ese mismo día las tropas rebeldes comandadas por José Domingo Arce y Mardoqueo Sandoval ocupan el departamento de Sonsonate.
El 23 de mayo, con la idea de negociar la paz, se reunieron en el área llamado El Molino (que está inmediato a Santa Ana) como representantes de los revolucionarios los doctores Manuel Gallardo y Jacinto Castellanos, y de parte del gobierno los generales Santiago González y Miguel Yudice. Las negociaciones continuaron hasta el día 25 de ese mes cuando el general Yudice se movió a Coatepeque a pedir vía telégrafo nuevas instrucciones de la presidencia; pero las negociaciones no llegaron a un resultado definitivo por lo que la guerra continuó.
El 31 de mayo una tropa rebelde proveniente de Santa Ana y comandada por Crescencio Castellanos se apodera de Suchitoto; en los días siguientes caerían a manos de los rebeldes las poblaciones de Chalatenango, Cojutepeque y Ahuachapán. El 17 de junio los generales Adán Mora y Carlos Molina, que se encontraban con sus tropas en Coatepeque, se rinden ante los rebeldes.
El 18 de junio, el presidente Figueroa deja el mando y en su lugar nombró al tercer designado a la presidencia José Rosales; el 19 de junio en la hacienda San Andrés (entre Coatepeque y Santa Ana) se firmó un convenio entre Jacinto Castellanos (representante de los revolucionarios) y Rafael Ayala y Manuel Trigieros (representantes del gobierno) con lo que se puso fin a ese conflicto, y el 22 de junio Francisco Menéndez entró triunfante a San Salvador como presidente provisorio, terminando de esa forma ese conflicto.

## Revolución de los 44

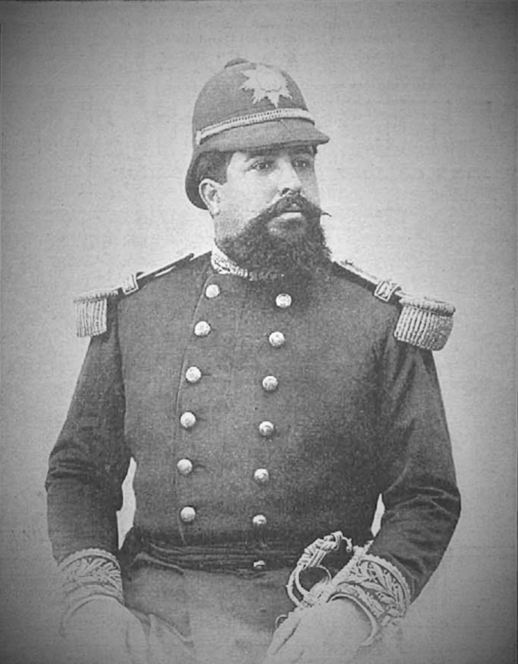
Carlos Ezeta, presidente de El Salvador de 1890 a 1894

Debido a la crisis financiera y a que el presidente Ezeta había duplicado el derecho de exportación del café, se empieza a gestar en 1893 un movimiento revolucionario para derrocar el gobierno de Carlos y Antonio Ezeta, siendo la mayoría de estos revolucionarios de origen santaneco; por un lado se encontraban varios de los contrarios al gobierno de Ezeta que exiliados en Guatemala (donde estaban preparándose y alistándose para la revolución, y asimismo donde recibieron apoyo del presidente guatemalteco Manuel Estrada Cabrera), por otro lado otras personas contrarias a los Ezetas que se encontraban en territorio salvadoreño buscando obtener el dinero suficiente (en total 100.000 pesos) para llevar a cabo la invasión que sería liderada por Doroteo Caballero y Rafael Antonio Gutiérrez.
En noviembre de 1893, los revolucionarios Mariano Morán, Próspero Aguilar, Camilo Arévalo y Jesús Escobar lograron entenderse con 3 oficiales del cuartel de artillería de Santa Ana; reuniéndose los revolucionarios con los oficiales en la finca de El Trapiche del revolucionario y general Simón Vides y luego el 13 de noviembre en la casa de Jesús Escobar en donde planearon tomar el cuartel el 14 de noviembre de ese año sin la presencia de los exiliados en Guatemala; pero tal suceso no ocurrió porque uno de los oficiales pidió que hiciesen salir del cuartel antes del ataque al coronel y segundo comandante del destacamento militar de artillería Rodolfo Cristales, lo cual se acordó, pero el día en que iba suceder la revolución y Mariano Morán se presentó al cuartel, Cristales estaba adentro por lo que uno de los oficiales le avisó que no se llevaría a cabo lo convenido por lo que los revolucionarios se retiraron.

### Toma del cuartel de artillería y de la ciudad santaneca
En la noche del 28 de abril ingresaron al territorio salvadoreño los revolucionarios exiliados en Guatemala, en el camino se les unen otros más, pero debido a que estaba lloviendo fuertemente esa noche solamente llegaron a Santa Ana 44 revolucionarios, los cuales se agruparon en la barranca Santa Lucía; en la mañana del 29 de abril de 1894 Doroteo Caballero disparó el cohete con el cual se abrió el ataque contra el cuartel de artillería, al acercarse el centinela dispara a los revolucionarios sin herir a nadie, luego el revolucionario y general Lizandro Arévalo le dispara; posteriormente Arévalo toca la puerta de la guarnición y al ser abierta un soldado le pega con la culata del arma, luego Arévalo se levanta y hiere de un sablazo al soldado; tras ello los revolucionarios entran al cuartel y lo toman rápidamente sin resistencia, y el coronel Rosalío Herrera manda a abrir el almacén con lo cual los revolucionarios recargan sus armas.
Para el momento de la revolución era gobernador y comandante de la división de occidente el general Jacinto Colocho, el cual para ese momento no se encontraba en el cuartel de artillería (allí se aposentaban las autoridades militares) ya que era día de licencia o de descanso para él, por lo que en su lugar estaba el coronel Isaías Solís (quien era el comandante del cuartel de artillería), pero no estaba presente en el momento de la toma de dicha guarnición, a su regreso y en el momento en que los revolucionarios intentaban sacar una pieza de artillería intentó recuperar el cuartel junto con su ayudante el mayor Villafuerte, pero en el combate resultaron muertos el coronel Solís (quien murió a los pies de la muralla de la guarnición), 5 soldados y el revolucionario Vicente Retana, mientras que salieron heridos los revolucionarios Ramón Linares, Dolores Cámbara, Manuel Quintalla, Alfonso García y Francisco Caballero.

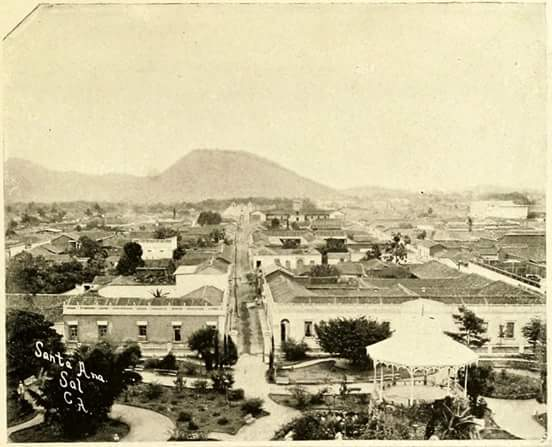
Panorámica de 1893 de la ciudad de Santa Ana desde el campanario de la iglesia El Calvario.

Luego de la toma del cuartel de artillería, los rebeldes buscaron adueñarse del cuartel que ocupaba el edificio del Instituto de Ciencias y Letras o Colegio de Santa Ana (edificio que posteriormente sería sede de la Guardia Nacional, y que era utilizado como prisión para los reos políticos); este cuartel sería tomado sin dificultad pues su pequeña guarnición lo abandonó.
El general Tomás Regalado salió junto Faustino Acevedo, Adolfo Pineda y varios otros rebeldes en búsqueda del vicepresidente Antonio Ezeta (quien residía en Santa Ana y en el momento de la toma de cuartel se encontraba en su casa, que quedaba en la calle La Caridad, hoy calle Libertad, a dos cuadras del cuartel de artillería); sin embargo Antonio Ezeta, junto con el gobernador departamental  Jacinto Colocho y las tropas de infantería que estaban acuerteladas en el palacio municipal, habían logrado huir hacia Coatepeque luego de la toma del cuartel de artillería. Al llegar a la casa de Antonio Ezeta los rebeldes se encontraron con el capitán de La Gallera (nombre con el que se conocía a la casa enfrente de la de Antonio Ezeta y que ocupaba como guarnición la compañía militar encargada de cuidar la residencia de Antonio Ezeta) y en una emboscada resultó herido el coronel Adolfo Pineda, mientras que del otro bando quedó herido el teniente Arcadio Orantes; ante está situación Regalado mandó a Faustino Acevedo para que pidiese ayuda, mientras que Regalado se quedó en dicho lugar donde logró convencer al capitán de La Gallera de que lo acompañara al cuartel de Artillería.
Los rebeldes Emilio Collete y Francisco T. Cardona intentaron tomarse el cuartel de la policía de línea o policía urbana (que se encontraba en la parte sur del palacio municipal y que estaba defendido por su director el coronel Hermógenes Escobar), pero en dicho intentó falleció Federico Cordón, por lo que se retiraron; más adelante, en la madrugada del 30 de abril los rebeldes lograron acorralar en las cercanías de la parroquia central a la policía de línea y ponerla fuera de combate; pero Escobar continuaría resistiéndose, por lo que Rafael Gutiérrez ordenó al sargento artillero Baudilio Gálvez para que sacase un cañón para atacar el cuartel de la policía montada, a su vez otro grupo de rebeldes atacaría desde la casa donde funcionaba la imprenta América Central (que era utilizada anteriormente por Antonio Ezeta para sacar noticias a favor del gobierno y que luego sería ocupado por los rebeldes para sacar su boletín de noticias; esta casa quedaba enfrente del palacio municipal, en el lugar donde posteriormente estaría la Confitería La Florida, y en el siglo XXI la Plaza Florida). A las siete de la mañana los rebeldes lograron adueñarse del cuartel de la policía, en dicho combate falleció el coronel Hermógenes Escobar.
El 30 de abril la municipalidad santaneca desconoce la autoridad de los hermanos Ezeta y proclama presidente al general Rafael Antonio Gutiérrez, el cual a su vez nombra como jefe de operaciones de la revolución al general Joaquín Pérez y como gobernador y comandante de las tropas revolucionarias en Santa Ana al general Mariano Morán; asimismo, las demás tropas revolucionarias se trasladan desde Guatemala hasta Santa Ana llegando a reunirse un ejército de 22.000 soldados. Por otro lado, el ejército comandado por el vicepresidente Antonio Ezeta recibe más tropas desde San Salvador.

### Ataque de las fuerzas gubernamentales
En Coatepeque el vicepresidente y comandante en jefe del ejército salvadoreño Antonio Ezeta y el gobernador y comandante general de la división de occidente Jacinto Colocho, reaccionan y se disponen a luchar contra los insurgentes, para ello conformaron tres divisiones (estando la división central comandada por Antonio Ezeta, mientras que las divisiones de los flancos estaban comandadas una por el general y gobernador santaneco Jacinto Colocho y la otro por el general León Bolaños).
Entre las 7 y 8 de la mañana del 3 de mayo, el ejército comandado por el vicepresidente Antonio Ezeta avanzó desde Coatepeque para comenzar el ataque contra las fuerzas revolucionarias, logrando atacar los actuales cantones santanecos de Primavera y Natividad, iniciando tal ataque en el caserío El Bejuco para posteriormente tomarse la barranca de Carranza, Santa Isabel, El Molino y Tecana, para finalmente llegar a la aldea Las Quesadillas donde se encontraba un contingente revolucionario al mando del general Máximo Salguero, en tal combate falleció el general Salguero y resultó herido en la cabeza el general Antonio Ezeta por lo que el general Léon Bolaños se hizo cargo de la comandancia del ejército, tras ello las tropas se desalentaron, sin embargo el general Jacinto Colocho continuó el avance tomando algunas casas de la ciudad santaneca por el lado del Campo Marte, en ese momento un grupo revolucionario dirigido por el mayor José María Rodríguez se infiltró entre las fuerzas del gobierno y provocó que tales fuerzas se dispararan entre sí, lo que dio como resultado la retirada de las fuerzas gubernamentales, las cuales se replegaron a Coatepeque dejando tras de sí varios elementos de guerra que el grupo del mayor Rodríguez condujo hacia la ciudad santaneca.
El 4 de mayo las fuerzas gubernamentales lideradas por el coronel Gregorio Olmedo ocuparon las población de Cujucuyo (en el municipio de Texistetepeque, a 8 km de la ciudad santaneca), ante tal situación se dio el mando de un contingente de fuerzas revolucionarias al general Aquilino Duarte quién recibió ayuda del Mayor General Joaquín Pérez quién salió con su tropa desde el río Zarco y posteriormente en la finca Bernal se le unió la columna dirigida por el coronel José Natividad Rodríguez; las tropas de Pérez evitaron que el general José Salazar atacara con su contingente en la retaguardia de la tropa de Aquilino Duarte, y en conjunto ambas tropas obligaron a Olmedo a replegarse hasta la población de Los Conacastes donde fue totalmente vencidos por las tropas revolucionarias comandadas por el brigadier Tomás Regalado (el cual debido a sus victoria fue ascendido al rango de general por el general Rafael Gutiérrez), replegándose las fuerzas de Olmedo hacia la zona central salvadoreña, permitiendo de esa forma libre comunicación con Metapán (que ya estaba en manos de las fuerzas revolucionarias).
En Sonsonate se conformó otra fuerza militar del lado del gobierno conformada por 6000 hombres, que era comandada por el jefe de operaciones de occidente general Rosendo Ferrera; en cuya organización, los flancos eran comandados por los coroneles Felix Rodolfo Cristales, Rodolfo Kreitz, Adolfo Nolasco, Luís Rodas, Manuel Vásquez, José María Villatoro y otros; mientras que el centro (donde además de la infantería se encontraba un cuerpo de caballería) era dirigido por el general Joaquín López, los coroneles Juan María Cuéllar, Antonio Castellanos y José del Carmen Herrera; en la retaguardia era liderada por el general en jefe y el general José Tomás Vilanova. Instalando su cuartel general en la hacienda Los Naranjos (en el municipio de Juayúa), desde donde alas 6 de la mañana del 3 de mayo atacaron los actuales cantones santanecos de Lomas de San Marcelino y Palo de Campana, iniciando tal ataque en la aldea Las Crucitas donde fue herido el coronel Antonio Castellanos siendo reemplazado brevemente por el capitán Gregorio Bustamente hasta que, ya vendado en su herida, el coronel Castellanos decidió regresar al campo de batallas; siguiendo el ataque hasta llegar a las 6 de la tarde a la aldea El Matazano donde establecieron el cuartel general en la finca del doctor Cornelio Lemus, mientras que el cuerpo de caballería se estableció en la finca de la familia Belismelis. Desde esa posición días después lograron desalojar a los revolucionarios del cerro Los Quesos en donde resultó fallecido del lado revolucionario el coronel Salvador Montalvo; mientras que los generales revolucionarios Tomás Regalado, Francisco Soriano y Valeriano Menéndez quedaron confundidos en medio de la tropa del gobierno, logrando escapar en la oscuridad de la noche.
En los días siguientes al intento fallido de ataque del 3 de mayo de las fuerzas comandadas por Antonio Ezeta, las fuerzas militares del gobierno en Coatepeque que estaban comandadas por el general León Bolaños (debido a que Antonio Ezeta aún seguía en recuperación de la herida en la cabeza en la batalla de la Aldea Las Quesadillas) recibieron refuerzos de fuerzas militares provenientes de Cojutepeque, San Miguel y el barrio El Calvario de San Salvador que eran comandada por el general Heriberto Jeffries y el coronel Gregorio Molina; llegando a hacer el total de las fuerzas militares en Coatepeque de 3000 hombres. Con lo cual el general Bolaños decidió iniciar nuevamente el avance el 8 de mayo, atacando las poblaciones de Primavera, Las Pulgas, Las Quesadillas y la barranca El Bejuco; siendo detenidos a las 4 p. m. por las tropas revolucionarias comandadas por los coroneles Girón, Carranza y Rodríguez, por lo que se vieron obligadas a replegarse hacia el cantón Primavera, estableciendo el cuartel general en las barrancas Las Pulgas (a 2 leguas del límite de la ciudad en ese entonces, en el cantón Primavera) y disponiendo trincheras en el cerro Malakoff y la finca de la familia Vides (en la aldea Primaverona); en los días siguientes habría férreos combate entre ambos bandos, entre ellos están estarían varios ataque infructuosos del general Sotero Choriego al cerro Tecana que era defendido por el coronel Luis Gómez.

### Contrataque de los rebeldes

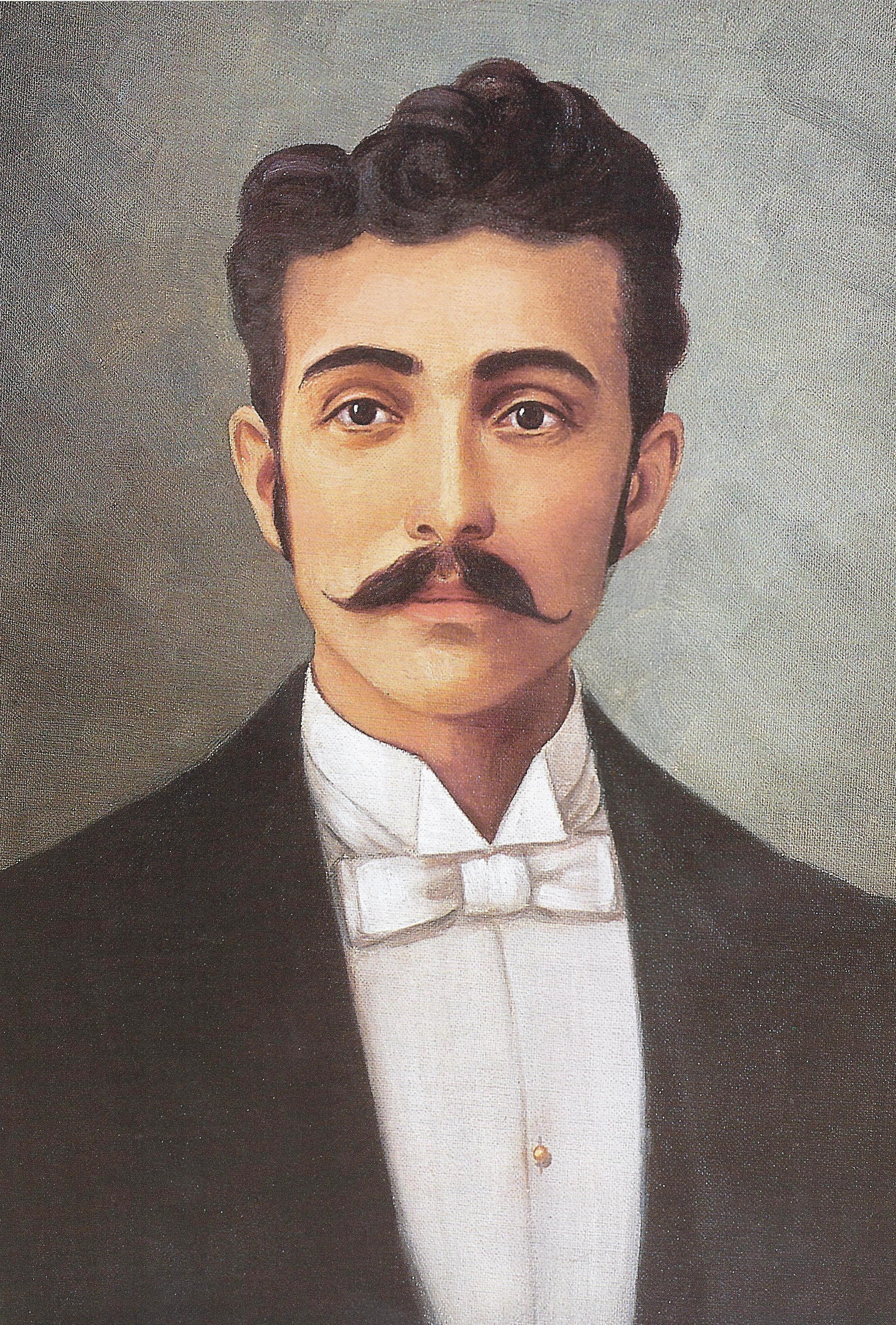
Tomás Regalado, uno de los 44 y posteriormente presidente de El Salvador de 1898 a 1903

El 14 de mayo, las fuerzas revolucionarias deciden pasar de la defensiva a la ofensiva bajo la iniciativa del coronel Horacio Villavicencio, atacando a las fuerzas ezetistas en las posiciones atrincheradas en el cantón Primavera cercanas a la ciudad, dirigiendo tal ataque por el norte el general Tomás Regalado, mientras que por el occidente se encontraban los generales Lisandro Arévalo y Casimiro Escobar, el coronel Pedro Aguilar y un batallón ahuachapaneco que se había incorporado a la revolución; dicha ofensiva logró desalojar a los fuerzas del gobierno de las posiciones cercanas a la ciudad, pero se sufrieron numerosas bajas por lo que las fuerzas revolucionarias se replegaron al cuartel general en Santa Ana.
El 17 de mayo, una fuerza militar del gobierno conformada por tropas tecleñas, migueleñas y de San Salvador que estaban comandadas por el general José Tomás Vilanova y los coroneles Ciro Mora, Adolfo Nolasco, Antonio Castellanos, José María Villatoro, Luís Rodas, Galán, Quezada y Rivera, deciden atacar las fortificaciones revolucionarias en El Portezuelo que eran defendidas por los generales Tomás Regalado y Francisco Hurtado; armándose un férreo combate en la que fallecieron los coroneles Quezada, Galán, Rivera y Luis Rodas; el combate duró hasta las 8 de las noche. cuando el general Vilanova decidió replegar sus tropas al cuartel general de las fuerzas gubernamentales en la finca de la familia Lemus.
El 22 de mayo, las fuerzas revolucionarias comandadas por el general Manuel Monedero atacaron el cuartel general de las fuerzas gubernamentales en la finca de la familia Lemus, en tal ataque las fuerzas revolucionarias lograron evadir los puestos de vigilancia y atacar el campamento por la retaguardia, sin embargo fueron obligados a retroceder por las tropas del General José David Polio, del Capitán Huezo con su Compañía Migueleña y de la del Capitán Bernardo López Méndez (jefe de la batería de cañones Grussonwerk), dando como resultado numerosas muertes y heridos por el lado revolucionario por lo que las fuerzas del general Monedero se replegaron al cuartel general en la ciudad santaneca.

### Derrota de las fuerzas gubernamentales y conclusión de la guerra

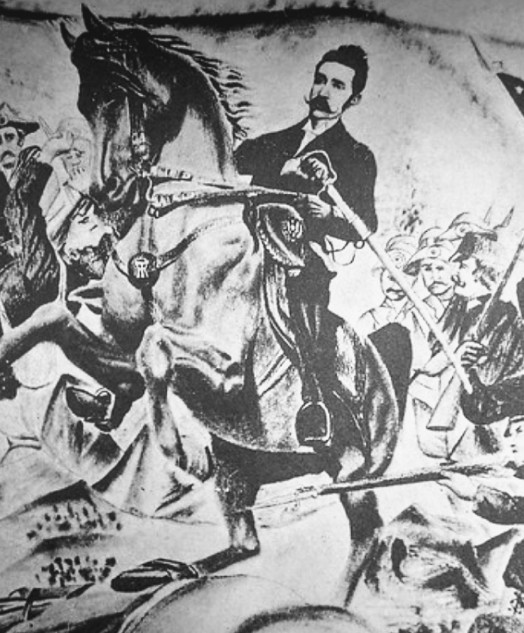
Imagen que representa la Revolución de los 44

El 23 de mayo, recuperado de sus heridas, Antonio Ezeta se dispone a comandar nuevamente el ejército, sin embargo para ese momentos el ataque de las fuerzas de Antonio Ezeta se ha reducido en potencia por lo que las fuerzas revolucionarios empiezan a ganar más terreno, asimismo hay numerosas deserciones y dificultad para atender a los heridos. Todo esto dio motivo al coronel revolucionario José Natividad Rodríguez para planear una ofensiva para derrotar a las tropas ezetistas, siendo discutida y aceptada en concejo de oficiales generales en el cuartel general en Santa Ana, decidiendo llevar a cabo tal ataque el 24 de mayo. Para llevar a cabo la ofensiva final contra las tropas ezetistas se decidió que el ejército revolucionario se dividiese en 3 columnas, estando la de la izquierda bajo la comandancia del coronel Teodoro Rivas, la de la derecha dirigida por el coronel Luis Sánchez (estás 2 columnas tenían por objetivo atacar las trincheras ubicadas en la finca de la familia Vides), y la del centro bajo el mando del coronel José Natividad Rodríguez (que tenía por objetivo atacar el cuartel general en Las Pulgas donde estaba el general León Bolaños con numerosas tropas).

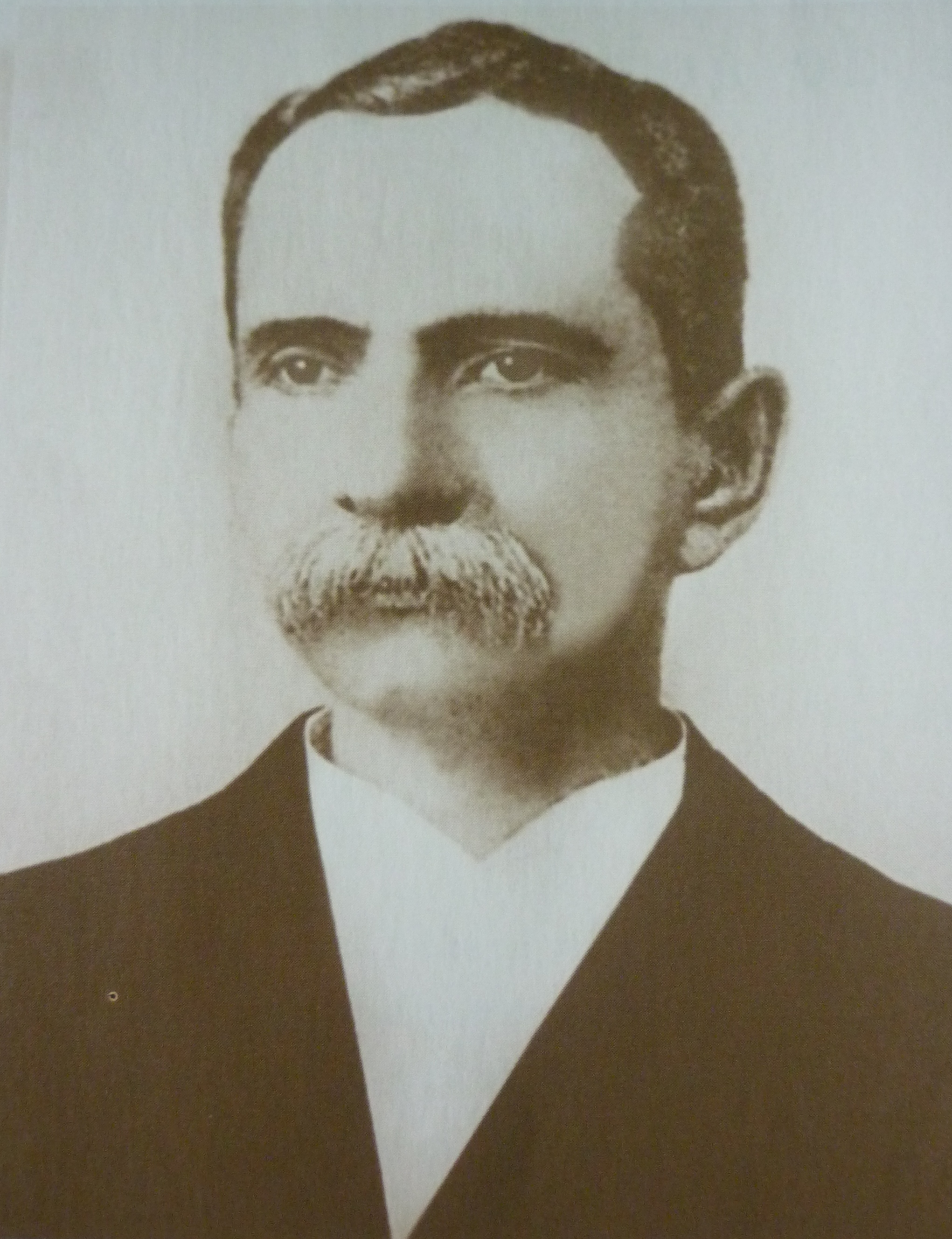
Rafael Antonio Gutiérrez, comandante de las tropas salvadoreñas y guatemaltecas que buscaban derrocar a Carlos Ezeta, y posteriormente presidente de El Salvador de 1894 a 1898

A inicios de la mañana del 24 de mayo, los coroneles Rivas y Sánchez atacan con sus columnas a las fuerzas ezetistas atrincheradas en la finca de la familia Vides empujándolas a las 9 a. m. a su cuartel general en Las Pulgas y a las trincheras del cerro Malakoff (en Coatepeque), donde a las 2 p. m. fueron atacadas por las tropas del coronel Rodríguez, siendo las fuerzas ezetistas totalmente derrotadas a las 5 p. m., por lo que Antonio Ezeta y León Bolaños decidieron replegarse con sus fuerzas a Coatepeque. Posteriormente. las 6 p. m. los coroneles Rivas, Sánchez y Rodríguez se reunieron en Las Pulgas donde recogieron las piezas de artillería que en la fuga precipitada las fuerzas ezetistas habían abandonado; mientras que los generales Regalado y Cerna decidieron ir a la aldea Las Marías (en Coatepeque) atravesando sigilosamente el municipio de Nueva Concepción para derrotar definitivamente al general Antonio Ezeta, logrando llegar a las Marías sin ninguna dificultad, al darse cuenta de ello Antonio Ezeta decide atacarlos y desalojarlos de las Marías, pero fueron completamente vencidas por las tropas de los generales Regalado y Cerna, tras eso Antonio Ezeta junto con el general León Bolaños y el escaso ejército que quedaba bajo su mando deciden retirarse a Santa Tecla. Está victoria del lado revolucionario obligó a los generales Ferrera, Villanova, López y el coronel Cristales a levantar el cuartel general en El Matazano; lo cual permitió a las fuerzas revolucionarias extenderse en los demás apartamentos, así los generales Villavicienso y Fabio Morán ocuparon los departamentos de Ahuachapán y Sonsonate, mientras que Regalado y Cerna ocuparon Opico, entre otras tomas de poblaciones de los demás departamentos llevadas a cabo por las fuerzas revolucionarios.
El 9 de junio debido a que el general revolucionario Manuel Rivas, que anteriormente había tomado Cojutepeque, se encontraba cerca de San Salvador, el presidente Carlos Ezeta deja la capital embarcándose en barco desde el puerto de La Libertad hacia Costa Rica mientras que su hermano Antonio huye poco después desde el puerto hacia México. Posteriormente, el 10 de junio de 1894, un contingente de los insurrectos comandando por los generales Manuel Rivas y Luis Alonso Barahona llega a la capital, ese mismo día el general Rafael Antonio Gutiérrez asume como presidente provisorio para luego llegar a la capital el 16 de junio; el 1 de marzo de 1895 tras resultar electo en las elecciones presidenciales asume como presidente de la república y como vicepresidente el general y doctor Prudencio Alfaro.

## Guerra con Guatemala de 1906

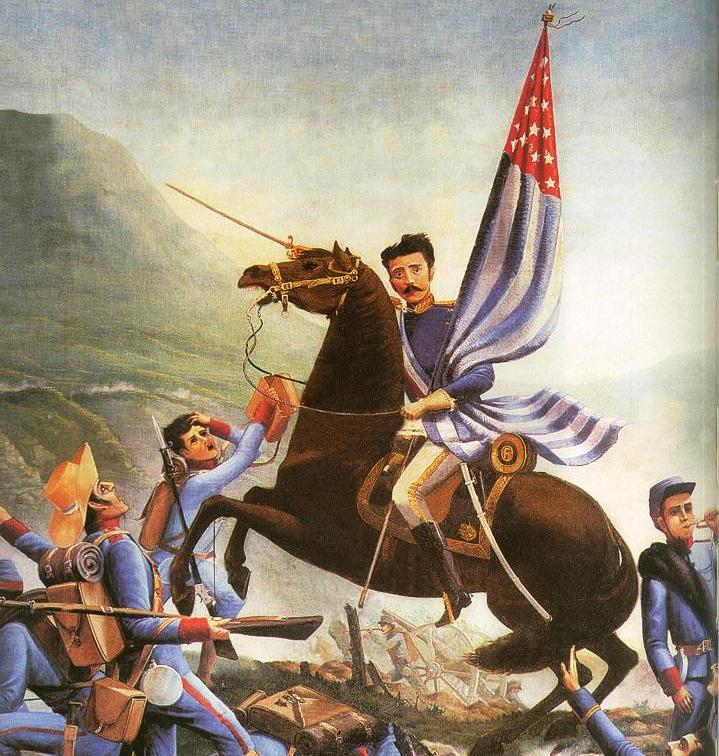
Fragmento de un cuadro al óleo que muestra al general Tomás Regalado comandando a las tropas salvadoreñas que invadieron Guatemala en 1906 en el Asalto al cerro El Sillón

Para 1906, Santa Ana se había convertido en refugio de varios guatemaltecos que estaban en contra del gobierno del presidente de Guatemala Manuel Estrada Cabrera cuyos líderes eran los generales José Montufar y Salvador Toledo, los cuales el 27 de mayo invadieron el territorio guatemalteco apoyados por el general Tomás Regalado y se tomaron la población de Asunción Mita (en el departamento guatemalteco de Jutiapa) pero fueron vencidos y se replegaron al territorio salvadoreño volviendo a Santa Ana; posteriormente del 8 al 10 de junio de ese año salen nuevamente de la ciudad santaneca e invaden Guatemala, se apoderaron del Mongoy (en el departamento guatemalteco de Jutiapa) siendo luego desalojados por el gobierno guatemalteco, al siguiente día se reorganizaron y se tomaron Ayuta pero el ejército guatemalteco los desalojó por lo que regresaron a Santa Ana.
Entre junio y julio de 1906 se da la ruptura entre el presidente Pedro José Escalón y Regalado (quien para ese momento era ministro de guerra de El Salvador); luego de ello el 4 de julio de ese año, tras disparar con piezas de artillería las oficinas presidenciales (ya que no había logrado solventar el problema que tenía con el presidente Escalón en la reunión que les había convocado el arzobispo de San Salvador y que ese día Regalado se dio por enterado de que Escalón estaba en camino a Santa Ana) Regalado decide partir hacia Santa Ana con una gran cantidad de efectivos; llegando a la ciudad  el 5 de julio y estableciendo su cuartel general ahí, estacionando las tropas en el Campo Marte de la ciudad (ubicado al sur del barrio Santa Cruz, enfrente del cuartel del quinto regimiento de infantería y segundo regimiento de artillería, en donde se levanta el Casino Militar Centroamericano).
Las milicias salvadoreñas estacionados en Santa Ana se organizaron en tres columnas de guerra, estando el ala derecha comandada por el general José Dolores Preza (que fueron reforzados por tropas del general Aquilino Duarte y que marcharon a estacionarse a Metapán), el ala izquierda comandada por el general Rodolfo Cristales (que marcharon a ubicarse a Ahuachapán), y la columna central que estaba comandada por el general Tomás Regalado y conformada por el grueso del ejército y artillería (este cuerpo marchó a ubicarse en la hacienda del Paxte (en Candelaria de la Frontera), y teniendo como jefes de cuerpo a los generales Lisandro Arévalo y Ramón Flores, a su vez este cuerpo utilizaba para defenderse: del lado derecho los cerros verde (en el municipio de Santa Ana) y Arrayanes en el (municipio de Chalhuapa), y del lado izquierdo el volcán Chingo).
El 9 de julio de 1906, iniciaron los ataques entre ambos bandos y el 10 de ese mes se declaró oficialmente la guerra, el 11 de julio Tomás Regalado decide ponerse al frente de la batalla y dirigir las tropas hasta un punto conocido como El Entrencijo (en el departamento guatemalteco de Santa Rosa), desde ahí pensaba dirigirse hacia el cerro El Sillón pero antes de movilizarse fue abatido por varios disparos por lo que cayó muerto en esa zona; tras ello el ejército salvadoreño se retiró, mientras que el ejército guatemalteco invadió territorio salvadoreño, enfrentándose ambos ejércitos en Metapán desde el 12 hasta el 17 de julio en que se firmó el armisticio o cese al fuego entre ambos ejércitos con la intervención de los Estados Unidos y México, el tratado de paz sería firmado en el barco de guerra estadounidense Marblehead.
El cuerpo del general y expresidente Tomás Regalado fue capturado por el ejército guatemalteco, posteriormente se lo entregó a a su madre doña Petrona y a su esposa doña Concepción el 11 de agosto de 1906, llegando al puerto de Acajutla el 14 de agosto, desde donde fue traslado a Santa Ana donde fue velado el 15 de ese mes y enterrado en el Cementerio Santa Isabel el 16 de agosto; posteriormente en 1911 se construyó un soberbio mausoleo que fue construido por el italiano Francisco Durini, siendo este uno de los mausoleos más emblemáticos de ese cementerio.